# Walter Polkehn
Walter Polkehn (* 24. Juli 1921 in Ortelsburg, Ostpreußen; † 16. August 1985 in Oldenburg) war ein deutscher Politiker (SPD). Er war von 1972 bis 1985 Mitglied des Deutschen Bundestages. Zuvor war er Bankbeamter, zuletzt als Bundesbankinspektor.

## Leben
Polkehn besuchte bis 1936 die Volksschule und absolvierte im Anschluss von 1936 bis 1939 eine Lehre als Sattler- und Polsterer. Er leistete 1939 Reichsarbeitsdienst, nahm als Soldat am Zweiten Weltkrieg teil, absolvierte eine Feuerwerkerlaufbahn und arbeitete bei der Luftwaffe. 1945 geriet in Kriegsgefangenschaft, aus der er 1949 entlassen wurde. Nach kurzzeitiger Tätigkeit in der Landwirtschaft war er ab 1951 als Bankbeamter bei der Hauptverwaltung der Landeszentralbank Niedersachsen in Oldenburg tätig.
Polkehn trat 1963 in die SPD ein. Er war von 1963 bis 1982 Vorsitzender des SPD-Unterbezirks Oldenburg-Stadt und von 1968 bis 1973 Ratsherr in Oldenburg. Ferner war er Mitglied der Gewerkschaft ÖTV.
Von 1972 bis zu seinem Tode 1985 war Polkehn Mitglied des Deutschen Bundestages. Er wurde bei den Bundestagswahlen 1972, 1976, 1980 und 1983 im Wahlkreis Oldenburg jeweils direkt ins Parlament gewählt. Im Bundestag war er Mitglied des Ausschusses für Raumordnung, Bauwesen und Städtebau (1972–1985), des Ausschusses für Jugend, Familie und Gesundheit (1976–1980) und des Auswärtigen Ausschusses (1980–1983). Ein weiterer Schwerpunkt seiner politischen Arbeit bestand in der Verbesserung und Intensivierung der deutsch-polnischen Beziehungen. Walter Polkehn war verheiratet und hatte zwei Kinder.